# سيد محمد باشا السلحدار
سيد محمد باشا السلحدار (بالتركية: Silahdar Seyyid Mehmed Paşa)‏ كان الصدر الأعظم للدولة العثمانية في الفترة ما بين أغسطس 1779 حتى 20 فبراير 1781.